# Хлеборобное сельское поселение
Хлеборобное сельское поселение — муниципальное образование в Целинском районе Ростовской области.
Административный центр поселения — село Хлеборобное.

## Административное устройство
В состав Хлеборобного сельского поселения входят:
- село Хлеборобное(934чел.)
- хутор Васильевка
- хутор Ивановка
- хутор Новая Жизнь
- хутор Одинцовка
- хутор Петровка
- хутор Родионовка
- хутор Тамбовка
- село Хлебодарное(557чел.)

## Население
| 2010  | 2012  | 2013  | 2014  | 2015  | 2016  | 2017  |
| ----- | ----- | ----- | ----- | ----- | ----- | ----- |
| 2528  | ↘2456 | ↘2388 | ↘2326 | ↘2281 | ↘2238 | ↘2207 |
| 2018  | 2019  | 2020  | 2021  |       |       |       |
| ↘2164 | ↘2128 | ↘2086 | ↗2099 |       |       |       |